# سیارک ۳۹۲۱
سیارک ۳۹۲۱ (به انگلیسی: 3921 Klementʹev، نامگذاری:1971OH) سه هزار و نهصد و بیست و یکمین سیارک کشف شده‌است که در ۱۹ ژوئیه ۱۹۷۱ کشف شد.
قدر مطلق سیارک برابر ۱۲٫۷۰ است.